# 快打旋风 复仇
《快打旋风 复仇》是一款由卡普空公司美国分部制作和发行的3D對戰型格斗游戏。本游戏于1999年在街机发行，游戏后在2000年3月20日在日本地区世嘉土星上发行。本作于1993年8月15日在北美地区发行。
本作有10个人物可供选择，他们来自快打旋风中的人物，包括科迪、凱和哈格等。